# Страноведение
Странове́дение (от рус. страны и ведать) — географическая дисциплина, занимающаяся комплексным изучением стран, систематизирующая и обобщающая разнородные данные об их природе, населении, экономике, культуре и социальной организации.
По предмету исследования отчасти пересекается с регионоведением (изучение факторов развития территориальных сообществ, внешнеполитических, географических, экономических, социокультурных, конфессиональных и др. региональных группировок, стран и их регионов), однако не тождественно ему, поскольку использует иные методы, что, в частности, отражается в различиях классификационных структур, выстраиваемых в рамках страно- и регионоведения.

## Основные разделы
Современное страноведение подразделяется на географическое (общее) страноведение и отраслевые разделы: лингвострановедение, политическое, военное, туристское и пр. В рамках каждого раздела существуют и развиваются как теоретические, так и практические аспекты дисциплин, опирающиеся на базовые элементы, теорию, практику, опыт и колоссальный информационный банк данных, накопленный традиционным общим страноведением.
По объекту изучения выделяют крупные и более мелкие региональные отрасли:
- Востоковедение (в том числе Китаистика, Вьетнамоведение, а также Африканистика и другие);
- Европеистика (в том числе Кавказоведение и другие);
- Американистика (в том числе Латиноамериканистика и другие);
- Океанистика (в том числе Австраловедение, Гавайеведение и другие).

## История
Каждая страна имеет свою национальную историю страноведения, ибо знания о других странах — необходимый элемент любой социальной, экономической и политической общности людей.
На самых ранних этапах развития человеческого общества сведения о соседних племенах и географии мест ими населенных передавались изустно в виде рассказов, легенд, преданий, песен, а также в виде определённых видов танца, через рисунки, примитивные надписи и простейшие карты и схемы.
С дальнейшим развитием человеческой цивилизации и образованием первых государств знания о других странах стали целенаправленно и осознанно добываться, аккумулироваться, систематизироваться и сохраняться в виде текстовых записей, рисунков, макетов и специальных карт и схем. Были созданы структуры, которые систематически занимались изучением географического пространства за пределами границ государства; это были дипломатическая и военная разведки. Отдельной отраслью тогдашнего страноведения являлись и чисто научные изыскания, обусловленные естественной жаждой познания окружающего мира.
В истории Европы исключительно важную роль в области страноведческих знаний сыграли по-видимому три источника: Библия, «Александрия» — эпическое повествование о жизни и деяниях Александра Македонского и литературная запись путешествия Марко Поло.
Колоссальное количество уникальных страноведческих сведений было собрано в коллекциях античной Александрийской библиотеки в Египте.

## Методы географического страноведения
Основными подходами, или методами, страноведения в туризме являются: аналитический, хорологический (пространственный), хронологический (временной), формально-логический, географический и культурный.

## Военное страноведение
Военное страноведение — раздел страноведения, изучающий военные аспекты политики, экономики, социума, а также военный потенциал изучаемой страны или группы стран в интересах высшего политического и военного руководства.

## Туристское страноведение
Туристское страноведение осуществляет следующие функции:
- просветительскую — создание «образов» стран, государств, которые необходимы самым широким слоям общества и ряду предприятий (рекламы, маркетинга),
- информационную — сбор, хранение и предоставление возможностей использования широкого набора сведений о природе, населении, народах, культуре, экономике страны, её особенностях и типичных чертах,
- развивающую — международные и внутригосударственные связи и отношения, которые стали основой для охвата территорий разных стран турбизнесом, создания и публикации путеводителей, оптимизации деятельности предприятий и организаций, шествующих в сфере коммерческого туризма,
- учебную — в системе учебных заведений, подготавливающих специалистов по туризму.

Страноведение в туризме — это изучение природы, населения в целом и отдельных народов страны, её истории и культуры, особенностей политики, хозяйства и окружающей среды, то есть все компоненты страны, составляющие условия и предпосылки для организации и развития туризма на её территории.
Конечная цель изучения страны — создание комплексной туристской характеристики как совокупности условий организации развития туризма. Для этого необходимо выявить взаимосвязи и взаимозависимость компонентов, поскольку только их сочетание, пространственная композиция определяют своеобразие, специфику «образа» страны в туризме.
Туристское страноведение заимствовало из географического (комплексного) страноведения очень многое: план характеристики страны (который разнится лишь в деталях), отношение к природной составляющей (характеристика и оценка компонентов и явлений природы — одного из важнейших условий развития туризма), и все это даётся в связи с географическим своеобразием территории.
Основой содержания в комплексном страноведении является раскрытие пространственной организации страны как результата взаимодействия её территориальных элементов общественного и природного характера, то есть изучения взаимосвязей, сочетания компонентов, комплекса всех составляющих. Аналогично, главной задачей туристского изучения стало создание образа страны, что возможно только путём выявления специфических особенностей сочетания, мозаики, композиции всех компонентов. Но страноведение в туризме в отличие от комплексного географического страноведения рассматривает только те объекты (компоненты, явления, процессы), которые определяют возможности и условия развития туризма в стране.

## Страноведческие периодические издания
На русском языке:
- Вопросы экономической и политической географии зарубежных стран
- Мировая экономика и международные отношения
- Современная Европа
- США и Канада: экономика, политика, культура
- Латинская Америка
- Азия и Африка сегодня
- Восток
- Проблемы Дальнего Востока